# سماق مفرض
سماق مفرض (الاسم العلمي:Rhus crenata) هو نوع من النباتات يتبع جنس السماق من الفصيلة البطمية.